# Monumento a la libertad de expresión (Alicante)
El Monumento a la libertad de expresión es una escultura urbana que se encuentra en la ciudad española de Alicante. Está situada en el tramo de la Gran Vía denominado calle de Colombia, dentro de los límites del barrio de Altozano-Conde Lumiares.
Conocida popularmente como "Los cañones de Navarone", consta de cinco elementos alargados de hierro que simbolizan los cinco puntos en los que la Constitución Española defiende la libertad de expresión.

## Descripción
Fue construido en 1986 por los escultores José Iranzo Almonacid y Manuel González Méndez, tras ganar el concurso público convocado por el Ayuntamiento de Alicante el año anterior. Realizado en chapa de hierro, el conjunto escultórico consta de cinco elementos inclinados, dos a un lado y tres en el opuesto, de aspecto similar, pero desiguales, que se alargan alcanzando 14 m de longitud.
Fue originalmente situado en la avenida de Salamanca, frente a la estación de Alicante-Terminal, a modo de un arco triunfal bajo el que circulaban los vehículos. En 1998 fue restaurado y reubicado en una rotonda del bulevar central de la calle Colombia, colocando sus elementos más próximos entre sí que en su anterior ubicación. Tampoco los vehículos transitan por debajo y su acceso para los peatones resulta difícil.
Fue restaurado nuevamente en el año 2011, renovando la chapa oxidada y recuperando la coloración original.